# 臨屯郡
臨屯郡（りんとんぐん）は、前漢により朝鮮半島に設置された郡である。楽浪郡、玄菟郡、真番郡とともに漢四郡と称される。

## 沿革
前108年、衛氏朝鮮を滅ぼした前漢により幽州刺史部の下に臨屯郡が設置された。15県からなり、その境域はほぼ現在の江原道に該当すると考えられている。郡治の置かれた東暆県（現在の韓国江原特別自治道江陵市）は長安を去ること6,138里という。
前82年に15県中の9県は廃止となり、残りの6県と玄菟郡の夫租県を合わせた7県は楽浪郡に編入され、臨屯郡は消滅した。
隋の煬帝の治世、朝鮮半島をめぐり隋と高句麗との関係が緊張したとき、国際通の政治家、裴矩は煬帝に朝鮮半島領有の必要を説いて次のように言った。

## 下部行政区
| 臨屯郡の下部行政区画 | 臨屯郡の下部行政区画 | 臨屯郡の下部行政区画         | 臨屯郡の下部行政区画 |
| 県名                 | 県城所在比定地       | 備考                         |                      |
| -------------------- | -------------------- | ---------------------------- | -------------------- |
| 東暆県（旧）         | 江原道江陵市         | 臨屯郡の郡治所               |                      |
| 東暆県（新）         | 江原道元山市         | 楽浪郡に編入後の移転地       |                      |
| 不而県               | 江原道安辺郡         | 楽浪郡に編入後の東部都尉治所 |                      |
| 蠶台県               | 位置不明             | 前82年、楽浪郡に編入         |                      |
| 華麗県               | 咸鏡南道金野郡       | 前82年、楽浪郡に編入         |                      |
| 邪頭昧県             | 江原道文川市         | 前82年、楽浪郡に編入         |                      |
| 前莫県               | 江原道高城郡         | 前82年、楽浪郡に編入         |                      |
| ほか9県              | 江原道一帯の各地?    | 楽浪郡に編入されず前82年消滅 |                      |

※当初は計15県の構成だったという。名前のわかる6県は楽浪郡に編入されたため記録に残ったものである。

## 異説
朝鮮民主主義人民共和国（北朝鮮）の学界及び韓国の学界の一部では、前漢による朝鮮半島併合の事実はなかったとして、漢四郡の位置が実は朝鮮半島の外部（具体的には通説でいう遼東郡の内部）に存在したと主張する。この説の場合の臨屯郡は、金州半島を中心とした遼東半島の南部に該当する。
これらの異説は、北朝鮮の学界では「定説」となっており、韓国でも在野の歴史学界（アマチュアの歴史愛好家）から支持されているが、アメリカや中国や日本の学界では全く認められていない。